# بيير كوتزر
بيير كوتزر (بالإنجليزية: Pierre Coetzer)‏ مواليد 12 يونيو 1961 في بريتوريا، خاوتينغ، جنوب أفريقيا، هو ملاكم محترف جنوب أفريقي معتزل كان يصنف ضمن فئة الوزن الثقيل.

## المسيرة الاحترافية
من نزالاته:
- خسر أمام جورج فورمان بالضربة الفنية القاضية (16-01-1993).
- خسر أمام فرانك برونو بالضربة الفنية القاضية (17-10-1992).
- خسر أمام ريديك باو بالضربة الفنية القاضية (18-07-1992).
- انتصر على ألفريدو إيفانجليستا (30-08-1987).
- انتصر على ديفيد جاكو بالضربة القاضية (08-07-1985).
- انتصر على روكي سيكورسكي (13-05-1985).

## إحصائيات
خاض خلال مسيرته 44 نزالا، فاز في 39 ولم يتعادل وخسر في 5. فاز بالضربة القاضية في 27 نزالا.

## روابط خارجية
- بيير كوتزر على موقع بوكس ريك (الإنجليزية) (registration required)